# Durian (Peninjauan)
Durian is een bestuurslaag in het regentschap Ogan Komering Ulu van de provincie Zuid-Sumatra, Indonesië. Durian telt 1243 inwoners (volkstelling 2010).